# アーチー・ベル&ザ・ドレルズ
アーチー・ベル＆ザ・ドレルズ（Archie Bell & the Drells, 活動1966年 - 1980年）は、アメリカ南部ヒューストン出身のリズム・アンド・ブルースのヴォーカル・グループである。タイトゥン・アップは全米1位の大ヒットとなった。

## 来歴
アーチー・ベルは1944年9月1日テキサス州ヘンダーソン生まれ。1歳になる前に家族はヒューストンに引っ越している。アーチーは7人兄弟の2番目で、兄弟には南カリフォルニア大学のスター選手でNFLのフットボール選手として活躍したが若くして亡くなったリッキーen: Ricky Bell (running back) (1955年4月8日–1984年11月28日)がいる。
1966年になり、アーチーは友達仲間のジェームス・ワイズ、ウィリー・パーネル、ビリー・バトラーとバンドを結成した。1967年には、地元ヒューストンに拠点を置くレコードレーベルのオヴァイドと契約し、1967年10月にはレコーディングを開始した。インストゥルメンタル・バンド、T.S.U. トルネードスをバックに据え「タイトゥン・アップ」「シーズ・マイ・ウーマン」といった曲を録音した。
当初、シングル「タイトゥン・アップ」はヒューストンのみで発売された。これがヒットし、目をつけたアトランティック・レコードが、1968年4月、このシングルの全米配給を開始。同年夏までに、ビルボードのリズム・アンド・ブルースチャート、ポップチャートの両方において1位を記録する大ヒットとなった。同シングルは100万枚の売上げを達成し、アメリカレコード協会（R.I.A.A.）からゴールドディスクを授与された。
この大ヒットにより、バンドは新しいアルバムを早く制作するようアトランティック・レコードから依頼され、同じ年の1968年中には、フィラデルフィア・ソウルの多くの名曲を手がけることになる作曲チーム、ギャンブル&ハフと共にアルバム「アイ・キャント・ストップ・ダンシング」を作り上げ発表した。これもリズム・アンド・ブルースチャートにおいて28位を記録し、まずまずのヒットとなった。